# 富田薫の洋楽天国
「富田薫の洋楽天国」（とみた・かおるの・ようがくてんごく）はKBCラジオで毎週土曜日（2011年4月9日 - 2015年9月26日）に放送されていた洋楽を専門とした音楽番組である。
2011年3月に終了した同種の「KBC 今週のポピュラーベスト10」のコンセプトを引き継ぎ、KBCアナウンサーの富田薫が、リスナーから寄せられた洋楽のヒット曲のリクエストに答え乍ら番組を進めていく。
基本放送時間は15時から19時であるが、「KBCホークスナイタースペシャル（KBCダイナミックホークス実況中継）」で放送する福岡ソフトバンクホークスの試合開始時間によって調整が行われる。
- ソフトバンク戦のデーゲーム（薄暮除く）開催時　デーゲーム試合終了後から19時まで。
- ソフトバンク戦の薄暮デーゲーム、およびナイター開催時　15時から薄暮・ナイター試合開始5分前まで。
- ソフトバンク戦が雨天中止の場合は15時から19時までフルバージョンとするが、試合開始予定時刻から数えて3時間まで（試合中止・および早く終了した場合を問わず）は「ホークスナイタースペシャル/ダイナミックホークス」土曜日協賛のスポンサーが提供につく。
※2013年度から土曜ナイターの放送はホークス戦開催日のみとなったが、予め日程が組まれながら雨天中止となった場合は、他球場でナイターが行われていても予備補充、並びに文化放送からの予備番組のネットを原則としてしない方針となり、後続の『ベロベロバー』は元からデーゲームであるか試合が組まれていない場合と同じ19時スタートで統一されたため、当頁の番組もフルバージョン放送となった[1]

2015年10月より、富田が日曜朝の番組「富田薫の朝はのんびり」を担当、事実上番組機能を移転するのに伴い放送終了となった。
1. ↑  2015年7月4日番組表（当初は17：55－21：00の枠で「ホークスナイタースペシャル・オリックス対ソフトバンク」をABCラジオから裏送りで放送する予定が組まれていたが、試合開始直前で中止となったのでこうなった。